# أوسامو شيمومورا (اقتصادي)
أوسامو شيمومورا (باليابانية: 下村治؛ بالكانا: しもむら おさむ) هو اقتصادي ياباني، ولد في 27 نوفمبر 1910 في ساغا في اليابان، وتوفي في 29 يونيو 1989.